# Adesmia dichotoma
Adesmia dichotoma är en ärtväxtart som beskrevs av Dominique Clos. Adesmia dichotoma ingår i släktet Adesmia och familjen ärtväxter. Inga underarter finns listade i Catalogue of Life.